# Американские художники-абстракционисты
Американские художники-абстракционисты (англ. American Abstract Artists; ААА) — арт-группа, созданная в 1936 году в Нью-Йорке, для развития абстрактного искусства. Выставки, публикации и лекции арт-группы позволили ААА стать основным форумом для обмена и обсуждения идей, а также для представления абстрактного искусства широкой публике. Арт-группа внесла свой вклад в развитие и принятие абстрактного искусства в Соединенных Штатах и сыграла историческую роль в его развитии. Это одна из немногих организаций художников, которая пережив Великую депрессию, продолжила свою деятельность в XXI веке.

## История

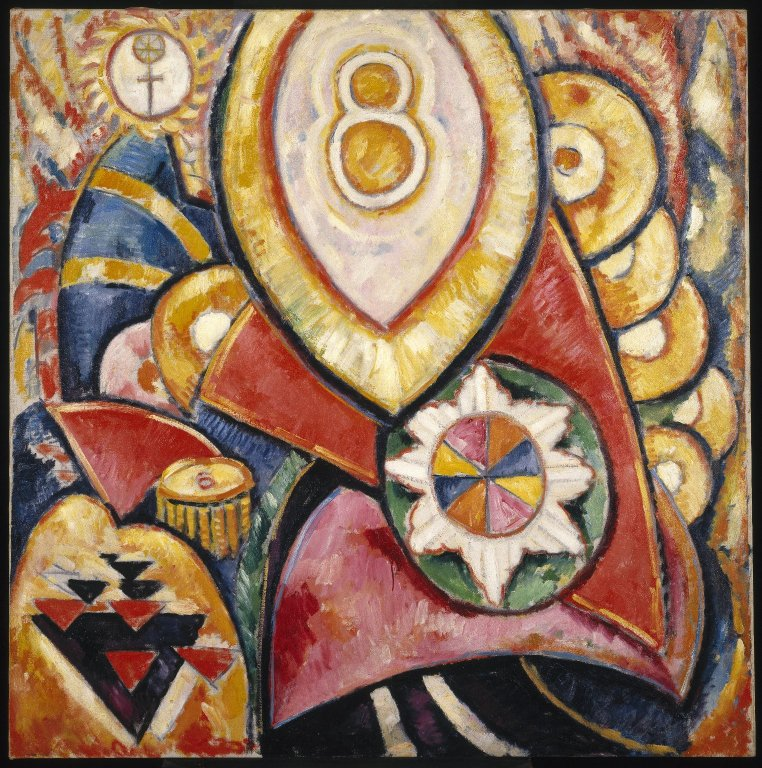
Марсден Хартли (американец, 1877–1943). Картина № 48, 1913 г. Бруклинский музей

В течение 1930-х к абстрактному искусству критики и общество относились в целом не очень доброжелательно, и оно почти не получало поддержки со стороны художественных галерей и музеев. Американская группа художников-абстракционистов была создана в 1936 году как форум для обсуждения и абстрактного искусства и  предоставления выставочных возможностей для художников. В 1937 году ААА выпустила «Общий проспект». В нем были изложены цель организации и важность выставок для содействия росту и принятию абстрактного искусства в Соединённых Штатах.
ААА провела свою первую выставку в 1937 году в галерее Сквибб в Нью-Йорке. Это была самая крупная и широко посещаемая выставка американской абстрактной живописи и скульптуры за пределами музея в 1930-х годах. Для выставки 1937 года ААА подготовила свой первый печатный каталог с оригинальными литографиями на цинковых пластинах вместо  бумажного каталога. Выставки и публикации сделают ААА основным форумом для обсуждения и презентации абстракционизма.

## Деятельность
Самые влиятельные критики считали американское абстрактное искусство слишком европейским и, следовательно, «неамериканским». В нью-йоркских газетах и художественных журналах того времени печаталась враждебная критика произведении и выставок ААА. Американское абстрактное искусство боролось за признание, и ААА олицетворяла эту борьбу. Ежегодник 1938 года был посвящён критике прессы и общественности против абстрактного искусства. В нем также были представлены очерки, связанные с принципами и практикой создания абстрактного искусства. В 1940 году ААА распространила статью под названием «Насколько современен Музей современного искусства?». В то время в Музее современного искусства проводилась политика демонстрации европейского абстракционизма при поддержке американского реджионализма. Эта политика помогла закрепить представление о том, что абстракция чужда американскому опыту.
Позже, в том же году, ААА выпустила 12-страничную брошюру: «Критики искусства -! Как они служат обществу? Что они говорят? Сколько они знают? Давайте посмотрим на записи». Публикация ААА цитировал критиков, подчёркивая искажения и противоречия в прессе. Брошюра вызвала критику Рояля Кортиссоса из «New York Herald Tribune», преданного традиционализму, и отрицательно относившегося к абстрактному и современному искусству. Это также характеризовало эстетические колебания Томаса Крэйвена, критика New York Journal American, как оппортунистический. В 1936 году Крейвен назвал работы Пикассо «Богемским инфантилизмом». В последующие годы общественность все больше ценила абстрактное искусство, пока в 1939 году критик не стал критиковать Пикассо за его «непревзойдённую изобретательность». В брошюре положительно характеризовали Генри Макбрайда из «The Sun» и Роберта Коутса из «The New Yorker» за их положительные критические статьи в области абстрактного искусства. «Искусствоведы» показали, что критики из нью-йоркских газет и художественных изданий не знали, что происходит в искусстве 20-го века.
ААА боролась с преобладающим враждебным отношением к абстракции и подготовила почву для её принятия после Второй мировой войны. ААА стояла у истоков абстрактного экспрессионизма, помогая абстрактному искусству раскрыть свою идентичность в Соединённых Штатах.
В начале 1940-х годов Нью-Йоркская школа начала набирать популярность, и в середине 1940-х и 1950-х годах абстрактный экспрессионизм стал доминировать в американском авангарде. Американские абстракционисты продолжили свою деятельность в качестве сторонников и защитников абстрактного искусства.

## Современность
Американские художники-абстракционисты активны и сегодня. На сегодняшний день организация провела более 75 выставок в музеях и галереях по всей территории Соединённых Штатов. ААА публикует 5 журналов, в дополнение к брошюрам, книгам, каталогам, а также организовывает критические дискуссии и симпозиумы. ААА распространяет свои опубликованные материалы на международном уровне среди организаций культуры.
В 2014 году Гарри Хольцман и Джордж Л.К. Моррис, члены-основатели американских художников-абстракционистов, были объединены в выставку двух человек, которую курировали Кинни Фрилингхойзен и Мадалена Хольцман.